# Adam DiMarco
Pour les articles homonymes, voir DiMarco.
Adam DiMarco, né le 14 avril 1990 à Oakville (Ontario), est un acteur canadien.

## Biographie
Il naît et grandi à Oakville, dans la province d'Ontario au Canada. Il est à moitié italien.
Il commence à jouer à l'école primaire dans des productions scéniques. Par la suite, il étudie les sciences de la vie à l'Université McMaster pendant un an avant d'abandonner. Démotivé, il décide de changer de voie en déménageant à Vancouver et s'inscrivant à la Vancouver Film School pour étudier le théâtre,. 

## Carrière
En 2022, il rejoint le casting de la deuxième saison de The White Lotus. Il y tient le rôle d'Albi Di Grasso, un jeune d'une vingtaine d'année qui accompagne son père, Dominic (Michael Imperioli des Sopranos), et son grand-père Bert (Murray Abraham) sur les pas de leurs ancêtres en Sicile.

## Filmographie

### Cinéma
- 2011 : Do Something with Your Life : Chet Browne
- 2013 : Lessons in love : Swint
- 2013 : Leap 4 Your Life : Jake
- 2014 : Date and Switch : Jared
- 2014 : Girlhouse : Ben Stanley
- 2014 : What an Idiot : Jesse
- 2016 : Star Trek : Sans limites
- 2016 : Marrying the Family : Corey
- 2017 : Last Night in Suburbia : Josh

### Télévision

#### Séries télévisées
- 2011–2012 : L'Heure de la peur : David / Mike (2 épisodes)
- 2012 –2013 : Arctic Air : Kirby Nystoruk (14 épisodes)
- 2013 : Supernatural : Aidan
- 2014 : Vous avez un message : Billy James
- 2014 : Rush : Daniel
- 2015 : The Returned : Andrew / Peter jeune
- 2015 : Proof : Wade
- 2015 : Retour à Cedar Cove : Eddie (2 épisodes)
- 2016 : Frankenstein Code : Asher Davis
- 2016 : Motive : Josh Martin
- 2016–2020 : The Magicians : Elliot Todd (14 épisodes)
- 2017 : When We Rise : Marvin Feldman (2 épisodes)
- 2017–2019 : Emma Fielding Mysteries : Joe (3 épisodes)
- 2018 : Life Sentence : Miles (2 épisodes)
- 2018 : Olive Forever : Tom Dern[5]
- 2019 : Charmed : Zach
- 2019 : Les Nouvelles Aventures de Sabrina : Dario
- 2019–2020 : The Order : Randall Carpio (20 épisodes)
- 2021 : Good Doctor : Henry Campbell
- 2022 : Pillow Talk : Andy (10 épisodes)
- 2022 : The White Lotus : Albie Di Grasso (7 épisodes)[6]
- 2025 : Surcompensation : Peter

#### Téléfilms
- 2012 : Appelez-moi DJ Rebel : Gavin
- 2012 : Mon amour de colo : Tommy à 15 ans
- 2012 : L'insupportable soupçon : Cody
- 2013 : Enquêtrice malgré elle : Alex Brandon
- 2014 : Zapped : Une application d'enfer ! : Adam
- 2015 : Le Mensonge de ma vie : Zach
- 2015 : La trêve de Noël : Berkowitz
- 2016 : Les secrets d'une mère : Kyle
- 2018 : Mon milliardaire secret : Caden